# Torneo Provincial de Fútbol 2020-21 (Catamarca)
El Torneo Provincial de Fútbol 2020-21 fue la trigésima segunda edición del torneo de clubes más importante de la provincia, organizado por la Federación Catamarqueña de Fútbol.
En el torneo participan 2 equipos de 8 ligas: Belén, Fiambalá, Pomán, Recreo, Santa María, Santa Rosa, Tinogasta y Valle Viejo. La única liga que desistió a participar en esta edición es Andalgalá por problemas económicos.
La competición llevó el nombre de Jorge César Vargas, quién se desempeñó como presidente del Club Coronel Daza. Tal es así, que dicho club le rindió homenaje poniéndole su nombre a su estadio.
El 12 de marzo de 2020, la Federación suspendió el torneo debido a la pandemia de COVID-19.
Luego de idas y vueltas, el 22 de septiembre de 2021 se llegó a un acuerdo de concluir la competición, en dónde se decidió dar por terminada la fase de grupos, quedando de esta manera los 8 equipos clasificados a los cuartos de final. Se jugó lo más rápido posible, para finalizar en noviembre.
Coronel Daza obtuvo su primer título provincial y fue quien se quedó con la plaza al Torneo Regional Federal Amateur 2021.

## Formato

### Etapa clasificatoria
- Se integrarán cuatro zonas, cada una de ellas con 4 equipos.
- Se jugará por el sistema de puntos y todos contra todos, en partidos ida y vuelta.
- Clasifican a cuartos de final, los equipos ubicados en la 1° y 2° ubicación en sus respectivas zonas.

### Etapa final
Cuartos de final:
- Lo disputarán los 8 equipos clasificados de la fase de grupos.
- Los encuentros serán definidos por cercanía geográfica.
- Se jugará por el sistema de eliminación directa, a doble partido.
- En caso de persistir la igualdad en el global, se definirá mediante tiros desde el punto penal.
- La condición de local o visitante de cada llave, se determinará de acuerdo a la posición en el orden de mérito de la etapa clasificatoria que hubiere obtenido cada equipo.

Semifinales:
- Lo disputarán los 4 equipos ganadores en los cuartos de final.
- Se enfrentarán el ganador del Partido 1 vs. el ganador del Partido 4, mientras que la otra llave la jugarán el ganador del Partido 2 vs. el ganador del Partido 3.
- Se jugará por el sistema de eliminación directa, a doble partido.
- En caso de persistir la igualdad en el global, se definirá mediante tiros desde el punto penal.
- La condición de local o visitante de cada llave, se determinará de acuerdo a la posición en el orden de mérito de la etapa clasificatoria que hubiere obtenido cada equipo.

Final:
- Lo disputarán los 2 equipos ganadores en las semifinales.
- Se jugará a un solo partido, en cancha neutral.
- En caso de persistir la igualdad en los 90 minutos reglamentarios, se definirá mediante tiros desde el punto penal.
- El ganador clasifica al Torneo Regional Federal Amateur 2021.

## Calendario
| Fase         | Ronda            | Fecha de sorteo           | Ida                              | Vuelta                           |
| ------------ | ---------------- | ------------------------- | -------------------------------- | -------------------------------- |
| Grupos       | Fecha 1          | 28 de diciembre de 2019.  | 15 y 16 de febrero.              | 15 y 16 de febrero.              |
| Grupos       | Fecha 2          | 28 de diciembre de 2019.  | 22 y 23 de febrero.              | 22 y 23 de febrero.              |
| Grupos       | Fecha 3          | 28 de diciembre de 2019.  | 28 de febrero al 1 de marzo.     | 28 de febrero al 1 de marzo.     |
| Grupos       | Fecha 4          | 28 de diciembre de 2019.  | 6 al 8 de marzo                  | 6 al 8 de marzo                  |
| Grupos       | Fecha 5          | 28 de diciembre de 2019.  | Cancelado                        | Cancelado                        |
| Grupos       | Fecha 6          | 28 de diciembre de 2019.  | Cancelado                        | Cancelado                        |
| Eliminatoria | Cuartos de final | 22 de septiembre de 2021. | 17 al 24 de octubre.             | 17 al 24 de octubre.             |
| Eliminatoria | Semifinales      | 22 de septiembre de 2021. | 31 de octubre al 7 de noviembre. | 31 de octubre al 7 de noviembre. |
| Eliminatoria | Final            | 22 de septiembre de 2021. | 10 de noviembre.                 | 10 de noviembre.                 |

## Sede de la final
El escenario elegido para albergar la final, fue el Polideportivo Municipal de Chumbicha, que, además fue sede de la primera final única.
| Chumbicha                              |                                      |                                      |                                      |
| Ciudad                                 | Estadio                              |                                      |                                      |
| Chumbicha                              | Polideportivo Municipal de Chumbicha | Polideportivo Municipal de Chumbicha | Polideportivo Municipal de Chumbicha |
|                                        |                                      |                                      |                                      |
| 3 000 espectadores                     |                                      |                                      |                                      |
| Final Torneo Provincial de Fútbol 2020 |                                      |                                      |                                      |

## Equipos participantes
| Zona | Equipo                                                 | Ciudad          | Departamento | Liga de origen               |
| ---- | ------------------------------------------------------ | --------------- | ------------ | ---------------------------- |
| 1    | Club Deportivo Alijilán                                | Alijilán        | Santa Rosa   | Liga del Dpto. Santa Rosa    |
| 1    | Club Deportivo Monte Redondo                           | Monte Redondo   | Santa Rosa   | Liga del Dpto. Santa Rosa    |
| 1    | Club Atlético Matadero                                 | Recreo          | La Paz       | Liga Departamental de Recreo |
| 1    | Club Atlético San Martín                               | Recreo          | La Paz       | Liga Departamental de Recreo |
| 2    | Club Deportivo Coronel Daza                            | Banda de Varela | Capital      | Liga Chacarera de Fútbol     |
| 2    | Club Social, Cultural y Deportivo El Auténtico         | Catamarca       | Capital      | Liga Chacarera de Fútbol     |
| 2    | Club Atlético Jorge Newbery                            | Pomán           | Pomán        | Liga Departamental de Pomán  |
| 2    | Club Sportivo Mamerto Esquiú                           | Saujil          | Pomán        | Liga Departamental de Pomán  |
| 3    | Club Atlético San Antonio                              | Belén           | Belén        | Liga Belenista               |
| 3    | Club Atlético San Luis                                 | Belén           | Belén        | Liga Belenista               |
| 3    | Club Atlético Mojarras Norte                           | Las Mojarras    | Santa María  | Liga Santamariana            |
| 3    | Club Social y Deportivo Boulevard Norte                | Santa María     | Santa María  | Liga Santamariana            |
| 4    | Club Social y Deportivo Chacarita                      | Saujil          | Tinogasta    | Liga Fiambalense             |
| 4    | Club Social y Deportivo Andino                         | Fiambalá        | Tinogasta    | Liga Fiambalense             |
| 4    | Unión Vecinal Social y Deportiva La Conty 14 de Agosto | Tinogasta       | Tinogasta    | Liga Tinogasteña             |
| 4    | Club Social y Deportivo La Paz                         | Tinogasta       | Tinogasta    | Liga Tinogasteña             |

### Distribución geográfica
| Departamento | Cant. | Equipos                                                                    |
| ------------ | ----- | -------------------------------------------------------------------------- |
| Tinogasta    | 4     | - 14 de Agosto - Andino (Fiambalá) - Chacarita (Saujil) - Deportivo La Paz |
| Belén        | 2     | - San Antonio - San Luis                                                   |
| Capital      | 2     | - Coronel Daza - El Auténtico                                              |
| La Paz       | 2     | - Matadero - San Martín (Recreo)                                           |
| Pomán        | 2     | - Mamerto Esquiú (Saujil) - Jorge Newbery                                  |
| Santa María  | 2     | - Boulevard Norte - Mojarras Norte                                         |
| Santa Rosa   | 2     | - Deportivo Alijilán - Deportivo Monte Redondo                             |
| Total        | 16    |                                                                            |

## Etapa clasificatoria
Los participantes se distribuyeron en 4 zonas de 4 equipos cada uno. Los dos primeros de cada uno de ellos pasarán a los octavos de final. Los criterios de clasificación son los siguientes:
1. Puntos obtenidos.
2. Diferencia de goles.
3. Mayor cantidad de goles marcados.
4. Mayor cantidad de goles marcados como visitante.

|  | Equipos clasificados a los Cuartos de final. |
|  | Equipos eliminados de la competición.        |

### Zona 1

#### Tabla de posiciones
| Equipo                  | Pts. | PJ | PG | PE | PP | GF | GC | DG |
| ----------------------- | ---- | -- | -- | -- | -- | -- | -- | -- |
| San Martín (Recreo)     | 10   | 4  | 3  | 1  | 0  | 9  | 2  | 7  |
| Matadero (Recreo)       | 6    | 4  | 2  | 0  | 2  | 6  | 11 | -5 |
| Deportivo Monte Redondo | 5    | 4  | 1  | 2  | 1  | 9  | 8  | 1  |
| Deportivo Alijilán      | 1    | 4  | 0  | 1  | 3  | 7  | 10 | -3 |

| \| Fecha \| Lugar \| Local \| Resultado \| Visitante \| \| ------------- \| ------------- \| ------------------ \| --------- \| ------------------ \| \| 16 de febrero \| Monte Redondo \| Monte Redondo \| 0:3 \| San Martín \| \| 25 de febrero \| Recreo \| Matadero \| 4:3 \| Deportivo Alijilán \| \| 23 de febrero \| Alijilán \| Deportivo Alijilán \| 3:3 \| Monte Redondo \| \| 23 de febrero \| Recreo \| San Martín \| 3:0 \| Matadero \| \| 29 de febrero \| Monte Redondo \| Monte Redondo \| 5:1 \| Matadero \| \| 1 de marzo \| Recreo \| San Martín \| 2:1 \| Deportivo Alijilán \| \| 8 de marzo \| Recreo \| San Martín \| 1:1 \| Monte Redondo \| \| 8 de marzo \| Alijilán \| Deportivo Alijilán \| 0:1 \| Matadero \| \| Cancelado \| Recreo \| Matadero \| : \| San Martín \| \| Cancelado \| Monte Redondo \| Monte Redondo \| : \| Deportivo Alijilán \| \| Cancelado \| Alijilán \| Deportivo Alijilán \| : \| San Martín \| \| Cancelado \| Recreo \| Matadero \| : \| Monte Redondo \| |               |                    |           |                    |
| Fecha | Lugar         | Local              | Resultado | Visitante          |
| 16 de febrero | Monte Redondo | Monte Redondo      | 0:3       | San Martín         |
| 25 de febrero | Recreo        | Matadero           | 4:3       | Deportivo Alijilán |
| 23 de febrero | Alijilán      | Deportivo Alijilán | 3:3       | Monte Redondo      |
| 23 de febrero | Recreo        | San Martín         | 3:0       | Matadero           |
| 29 de febrero | Monte Redondo | Monte Redondo      | 5:1       | Matadero           |
| 1 de marzo | Recreo        | San Martín         | 2:1       | Deportivo Alijilán |
| 8 de marzo | Recreo        | San Martín         | 1:1       | Monte Redondo      |
| 8 de marzo | Alijilán      | Deportivo Alijilán | 0:1       | Matadero           |
| Cancelado | Recreo        | Matadero           | :         | San Martín         |
| Cancelado | Monte Redondo | Monte Redondo      | :         | Deportivo Alijilán |
| Cancelado | Alijilán      | Deportivo Alijilán | :         | San Martín         |
| Cancelado | Recreo        | Matadero           | :         | Monte Redondo      |

### Zona 2

#### Tabla de posiciones
| Equipo                  | Pts. | PJ | PG | PE | PP | GF | GC | DG |
| ----------------------- | ---- | -- | -- | -- | -- | -- | -- | -- |
| Coronel Daza            | 9    | 4  | 3  | 0  | 1  | 4  | 1  | 3  |
| Jorge Newbery (Pomán)   | 7    | 4  | 2  | 1  | 1  | 8  | 4  | 4  |
| Mamerto Esquiú (Saujil) | 4    | 4  | 1  | 1  | 2  | 4  | 5  | -1 |
| El Auténtico            | 2    | 4  | 0  | 2  | 2  | 1  | 7  | -6 |

| \| Fecha \| Lugar \| Local \| Resultado \| Visitante \| \| ------------- \| --------------- \| -------------- \| --------- \| -------------- \| \| 15 de febrero \| Banda de Varela \| Coronel Daza \| 1:0 \| Mamerto Esquiú \| \| 15 de febrero \| Pomán \| Jorge Newbery \| 5:0 \| El Auténtico \| \| 22 de febrero \| San Isidro \| El Auténtico \| 0:1 \| Coronel Daza \| \| 23 de febrero \| Saujil \| Mamerto Esquiú \| 2:3 \| Jorge Newbery \| \| 29 de febrero \| Saujil \| Mamerto Esquiú \| 1:1 \| El Auténtico \| \| 1 de marzo \| Banda de Varela \| Coronel Daza \| 2:0 \| Jorge Newbery \| \| 7 de marzo \| San Isidro \| El Auténtico \| 0:0 \| Jorge Newbery \| \| 8 de marzo \| Saujil \| Mamerto Esquiú \| 1:0 \| Coronel Daza \| \| Cancelado \| Pomán \| Jorge Newbery \| : \| Mamerto Esquiú \| \| Cancelado \| Banda de Varela \| Coronel Daza \| : \| El Auténtico \| \| Cancelado \| San Isidro \| El Auténtico \| : \| Mamerto Esquiú \| \| Cancelado \| Pomán \| Jorge Newbery \| : \| Coronel Daza \| |                 |                |           |                |
| Fecha | Lugar           | Local          | Resultado | Visitante      |
| 15 de febrero | Banda de Varela | Coronel Daza   | 1:0       | Mamerto Esquiú |
| 15 de febrero | Pomán           | Jorge Newbery  | 5:0       | El Auténtico   |
| 22 de febrero | San Isidro      | El Auténtico   | 0:1       | Coronel Daza   |
| 23 de febrero | Saujil          | Mamerto Esquiú | 2:3       | Jorge Newbery  |
| 29 de febrero | Saujil          | Mamerto Esquiú | 1:1       | El Auténtico   |
| 1 de marzo | Banda de Varela | Coronel Daza   | 2:0       | Jorge Newbery  |
| 7 de marzo | San Isidro      | El Auténtico   | 0:0       | Jorge Newbery  |
| 8 de marzo | Saujil          | Mamerto Esquiú | 1:0       | Coronel Daza   |
| Cancelado | Pomán           | Jorge Newbery  | :         | Mamerto Esquiú |
| Cancelado | Banda de Varela | Coronel Daza   | :         | El Auténtico   |
| Cancelado | San Isidro      | El Auténtico   | :         | Mamerto Esquiú |
| Cancelado | Pomán           | Jorge Newbery  | :         | Coronel Daza   |

### Zona 3

#### Tabla de posiciones
| Equipo              | Pts. | PJ | PG | PE | PP | GF | GC | DG |
| ------------------- | ---- | -- | -- | -- | -- | -- | -- | -- |
| Mojarras Norte      | 8    | 4  | 2  | 2  | 0  | 4  | 0  | 4  |
| San Antonio (Belén) | 8    | 4  | 2  | 2  | 0  | 4  | 2  | 2  |
| San Luis (Belén)    | 3    | 4  | 1  | 0  | 3  | 3  | 7  | -4 |
| Boulevard Norte     | 2    | 4  | 0  | 2  | 2  | 2  | 4  | -2 |

| \| Fecha \| Lugar \| Local \| Resultado \| Visitante \| \| ------------- \| ----------- \| --------------- \| --------- \| --------------- \| \| 15 de febrero \| Belén \| San Antonio \| 2:1 \| Boulevard Norte \| \| 16 de febrero \| Santa María \| Mojarras Norte \| 2:0 \| San Luis \| \| 22 de febrero \| Santa María \| Boulevard Norte \| 0:0 \| Mojarras Norte \| \| 22 de febrero \| Belén \| San Luis \| 1:2 \| San Antonio \| \| 28 de febrero \| Belén \| San Luis \| 2:1 \| Boulevard Norte \| \| 29 de febrero \| Santa María \| Mojarras Norte \| 0:0 \| San Antonio \| \| 6 de marzo \| Belén \| San Luis \| 0:2 \| Mojarras Norte \| \| 8 de marzo \| Santa María \| Boulevard Norte \| 0:0 \| San Antonio \| \| Cancelado \| Belén \| San Antonio \| : \| San Luis \| \| Cancelado \| Santa María \| Mojarras Norte \| : \| Boulevard Norte \| \| Cancelado \| Santa María \| Boulevard Norte \| : \| San Luis \| \| Cancelado \| Belén \| San Antonio \| : \| Mojarras Norte \| |             |                 |           |                 |
| Fecha | Lugar       | Local           | Resultado | Visitante       |
| 15 de febrero | Belén       | San Antonio     | 2:1       | Boulevard Norte |
| 16 de febrero | Santa María | Mojarras Norte  | 2:0       | San Luis        |
| 22 de febrero | Santa María | Boulevard Norte | 0:0       | Mojarras Norte  |
| 22 de febrero | Belén       | San Luis        | 1:2       | San Antonio     |
| 28 de febrero | Belén       | San Luis        | 2:1       | Boulevard Norte |
| 29 de febrero | Santa María | Mojarras Norte  | 0:0       | San Antonio     |
| 6 de marzo | Belén       | San Luis        | 0:2       | Mojarras Norte  |
| 8 de marzo | Santa María | Boulevard Norte | 0:0       | San Antonio     |
| Cancelado | Belén       | San Antonio     | :         | San Luis        |
| Cancelado | Santa María | Mojarras Norte  | :         | Boulevard Norte |
| Cancelado | Santa María | Boulevard Norte | :         | San Luis        |
| Cancelado | Belén       | San Antonio     | :         | Mojarras Norte  |

### Zona 4

#### Tabla de posiciones
| Equipo             | Pts. | PJ | PG | PE | PP | GF | GC | DG |
| ------------------ | ---- | -- | -- | -- | -- | -- | -- | -- |
| Deportivo La Paz   | 10   | 4  | 3  | 1  | 0  | 7  | 2  | 5  |
| 14 de Agosto       | 9    | 4  | 3  | 0  | 1  | 6  | 3  | 3  |
| Chacarita (Saujil) | 3    | 4  | 1  | 0  | 3  | 3  | 6  | -3 |
| Andino (Fiambalá)  | 1    | 4  | 0  | 1  | 3  | 4  | 9  | -5 |

| \| Fecha \| Lugar \| Local \| Resultado \| Visitante \| \| ------------- \| --------- \| ----------------- \| --------- \| ----------------- \| \| 15 de febrero \| Fiambalá \| Chacarita Juniors \| 1:3 \| 14 de Agosto \| \| 16 de febrero \| Tinogasta \| La Paz \| 1:1 \| Andino \| \| 22 de febrero \| Fiambalá \| Andino \| 1:2 \| Chacarita Juniors \| \| 22 de febrero \| Tinogasta \| 14 de Agosto \| 0:1 \| La Paz \| \| 29 de febrero \| Fiambalá \| Andino \| 1:2 \| 14 de Agosto \| \| 1 de marzo \| Tinogasta \| La Paz \| 1:0 \| Chacarita Juniors \| \| 7 de marzo \| Fiambalá \| Andino \| 1:4 \| La Paz \| \| 8 de marzo \| Tinogasta \| 14 de Agosto \| 1:0 \| Chacarita Juniors \| \| Cancelado \| Fiambalá \| Chacarita Juniors \| : \| Andino \| \| Cancelado \| Tinogasta \| La Paz \| : \| 14 de Agosto \| \| Cancelado \| Tinogasta \| 14 de Agosto \| : \| Andino \| \| Cancelado \| Fiambalá \| Chacarita Juniors \| : \| La Paz \| |           |                   |           |                   |
| Fecha | Lugar     | Local             | Resultado | Visitante         |
| 15 de febrero | Fiambalá  | Chacarita Juniors | 1:3       | 14 de Agosto      |
| 16 de febrero | Tinogasta | La Paz            | 1:1       | Andino            |
| 22 de febrero | Fiambalá  | Andino            | 1:2       | Chacarita Juniors |
| 22 de febrero | Tinogasta | 14 de Agosto      | 0:1       | La Paz            |
| 29 de febrero | Fiambalá  | Andino            | 1:2       | 14 de Agosto      |
| 1 de marzo | Tinogasta | La Paz            | 1:0       | Chacarita Juniors |
| 7 de marzo | Fiambalá  | Andino            | 1:4       | La Paz            |
| 8 de marzo | Tinogasta | 14 de Agosto      | 1:0       | Chacarita Juniors |
| Cancelado | Fiambalá  | Chacarita Juniors | :         | Andino            |
| Cancelado | Tinogasta | La Paz            | :         | 14 de Agosto      |
| Cancelado | Tinogasta | 14 de Agosto      | :         | Andino            |
| Cancelado | Fiambalá  | Chacarita Juniors | :         | La Paz            |

## Etapa final
A partir de aquí, los ocho equipos clasificados disputarán una serie de eliminatorias a ida y vuelta, hasta consagrar al campeón.
Desde esta instancia inclusive en adelante, el equipo que ostente menor número de orden que su rival de turno ejercerá la localía en el partido de vuelta.
A los fines de establecer las llaves de la primera etapa, los ocho equipos son ordenados en dos tablas, una con los clasificados como primeros (numerados del 1 al 4 de acuerdo con su desempeño en la fase de grupos, determinada según los criterios de clasificación), y otra con aquellos clasificados como segundos (numerados del 5 al 8, con el mismo criterio), enfrentándose en octavos de final un equipo de los que terminó en la primera posición contra uno de los que ocupó la segunda posición. Los cruces de cuartos de final fueron determinados por cercanía geográfica.

### Tabla de primeros
| N.º | Equipo           | Pts. | PJ | PG | PE | PP | GF | GC | DG |
| --- | ---------------- | ---- | -- | -- | -- | -- | -- | -- | -- |
| 1   | San Martín (R)   | 10   | 4  | 3  | 1  | 0  | 9  | 2  | 7  |
| 2   | Deportivo La Paz | 10   | 4  | 3  | 1  | 0  | 7  | 2  | 5  |
| 3   | Coronel Daza     | 9    | 4  | 3  | 0  | 1  | 4  | 1  | 3  |
| 4   | Mojarras Norte   | 8    | 4  | 2  | 2  | 0  | 4  | 0  | 4  |

### Tabla de segundos
| N.º | Equipo            | Pts. | PJ | PG | PE | PP | GF | GC | DG |
| --- | ----------------- | ---- | -- | -- | -- | -- | -- | -- | -- |
| 5   | 14 de Agosto      | 9    | 4  | 3  | 0  | 1  | 6  | 3  | 3  |
| 6   | San Antonio (B)   | 8    | 4  | 2  | 2  | 0  | 4  | 2  | 2  |
| 7   | Jorge Newbery (P) | 7    | 4  | 2  | 1  | 1  | 8  | 4  | 4  |
| 8   | Matadero          | 6    | 4  | 2  | 0  | 2  | 6  | 11 | -5 |

### Cuadro de desarrollo
|  | Cuartos de final    | Cuartos de final    | Cuartos de final    | Cuartos de final    | Cuartos de final    |   |   | Semifinales                     | Semifinales                     | Semifinales                     | Semifinales                     | Semifinales                     |  |   | Final                                                | Final                                                | Final                                                |  |
|  | 16 al 24 de octubre | 16 al 24 de octubre | 16 al 24 de octubre | 16 al 24 de octubre | 16 al 24 de octubre |   |   | 30 de octubre al 7 de noviembre | 30 de octubre al 7 de noviembre | 30 de octubre al 7 de noviembre | 30 de octubre al 7 de noviembre | 30 de octubre al 7 de noviembre |  |   | 11 de noviembre Polideportivo Municipal de Chumbicha | 11 de noviembre Polideportivo Municipal de Chumbicha | 11 de noviembre Polideportivo Municipal de Chumbicha |  |
|  |                     |                     |                     |                     |                     |   |   |                                 |                                 |                                 |                                 |                                 |  |   |                                                      |                                                      |                                                      |  |
|  |                     |                     |                     |                     |                     |   |   |                                 |                                 |                                 |                                 |                                 |  |   |                                                      |                                                      |                                                      |  |
|  | 1                   | San Martín (R)      | 4                   | 0                   | 4                   |   |   |                                 |                                 |                                 |                                 |                                 |  |   |                                                      |                                                      |                                                      |  |
|  | 1                   | San Martín (R)      | 4                   | 0                   | 4                   |   |   |                                 |                                 |                                 |                                 |                                 |  |   |                                                      |                                                      |                                                      |  |
|  | 8                   | Matadero            | 3                   | 0                   | 3                   |   |   |                                 |                                 |                                 |                                 |                                 |  |   |                                                      |                                                      |                                                      |  |
|  | 8                   | Matadero            | 3                   | 0                   | 3                   |   | 1 | San Martín (R)                  | 0                               | 5                               | 5                               |                                 |  |   |                                                      |                                                      |                                                      |  |
|  |                     |                     |                     |                     |                     |   | 1 | San Martín (R)                  | 0                               | 5                               | 5                               |                                 |  |   |                                                      |                                                      |                                                      |  |
|  |                     |                     | 2                   | Deportivo La Paz    | 1                   | 3 | 4 |                                 |                                 |                                 |                                 |                                 |  |   |                                                      |                                                      |                                                      |  |
|  | 2                   | Deportivo La Paz    | 2                   | Deportivo La Paz    | 1                   | 3 | 4 | 0                               | 1                               | 1                               |                                 |                                 |  |   |                                                      |                                                      |                                                      |  |
|  | 2                   | Deportivo La Paz    |                     |                     |                     |   |   |                                 |                                 | 1                               |                                 |                                 |  |   |                                                      |                                                      |                                                      |  |
|  | 5                   | 14 de Agosto        | 0                   | 0                   | 0                   |   |   |                                 |                                 |                                 |                                 |                                 |  |   |                                                      |                                                      |                                                      |  |
|  | 5                   | 14 de Agosto        | 0                   | 0                   | 0                   |   |   |                                 |                                 |                                 |                                 |                                 |  | 1 | San Martín (R)                                       | 1                                                    |                                                      |  |
|  |                     |                     |                     |                     |                     |   |   |                                 |                                 |                                 |                                 |                                 |  | 1 | San Martín (R)                                       | 1                                                    |                                                      |  |
|  |                     |                     | 3                   | Coronel Daza        | 2                   |   |   |                                 |                                 |                                 |                                 |                                 |  |   |                                                      |                                                      |                                                      |  |
|  | 3                   | Coronel Daza        | 3                   | Coronel Daza        | 2                   | 0 | 3 | 3                               |                                 |                                 |                                 |                                 |  |   |                                                      |                                                      |                                                      |  |
|  | 3                   | Coronel Daza        |                     |                     |                     |   |   |                                 |                                 |                                 |                                 |                                 |  |   |                                                      |                                                      |                                                      |  |
|  | 7                   | Jorge Newbery (P)   | 0                   | 1                   | 1                   |   |   |                                 |                                 |                                 |                                 |                                 |  |   |                                                      |                                                      |                                                      |  |
|  | 7                   | Jorge Newbery (P)   | 0                   | 1                   | 1                   |   | 3 | Coronel Daza                    | 2                               | 4                               | 6                               |                                 |  |   |                                                      |                                                      |                                                      |  |
|  |                     |                     |                     |                     |                     |   | 3 | Coronel Daza                    | 2                               | 4                               | 6                               |                                 |  |   |                                                      |                                                      |                                                      |  |
|  |                     |                     | 4                   | Mojarras Norte      | 0                   | 3 | 3 |                                 |                                 |                                 |                                 |                                 |  |   |                                                      |                                                      |                                                      |  |
|  | 4                   | Mojarras Norte      | 4                   | Mojarras Norte      | 0                   | 3 | 3 | 1                               | 1                               | 2                               |                                 |                                 |  |   |                                                      |                                                      |                                                      |  |
|  | 4                   | Mojarras Norte      |                     |                     |                     |   |   |                                 |                                 | 2                               |                                 |                                 |  |   |                                                      |                                                      |                                                      |  |
|  | 6                   | San Antonio (B)     | 1                   | 0                   | 1                   |   |   |                                 |                                 |                                 |                                 |                                 |  |   |                                                      |                                                      |                                                      |  |
|  | 6                   | San Antonio (B)     | 1                   | 0                   | 1                   |   |   |                                 |                                 |                                 |                                 |                                 |  |   |                                                      |                                                      |                                                      |  |
|  |                     |                     |                     |                     |                     |   |   |                                 |                                 |                                 |                                 |                                 |  |   |                                                      |                                                      |                                                      |  |

Nota: El equipo ubicado con menor número de orden será quién defina la serie de local.
| 1. |

### Cuartos de final
| Local - Vuelta   | Global | Local - Ida       | Ida   | Vuelta |
| ---------------- | ------ | ----------------- | ----- | ------ |
| San Martín (R)   | 4 - 3  | Matadero          | 4 - 3 | 0 - 0  |
| Coronel Daza     | 3 - 1  | Jorge Newbery (P) | 0 - 0 | 3 - 1  |
| Mojarras Norte   | 2 - 1  | San Antonio (B)   | 1 - 1 | 1 - 0  |
| Deportivo La Paz | 1 - 0  | 14 de Agosto      | 0 - 0 | 1 - 0  |

### Semifinales
| Local - Vuelta | Global | Local - Ida      | Ida   | Vuelta |
| -------------- | ------ | ---------------- | ----- | ------ |
| San Martín (R) | 5 - 4  | Deportivo La Paz | 0 - 1 | 5 - 3  |
| Coronel Daza   | 6 - 3  | Mojarras Norte   | 2 - 0 | 4 - 3  |

### Final
| 11 de noviembre, 20:30 (UTC-3) | San Martín (R)    | 1 - 2   | Coronel Daza                                     | Polideportivo Municipal de Chumbicha, Chumbicha |                           |
|                                | Elías Peralta 20' | Reporte | 17' Ángel Bustamante · 29' (penal) Wilson Moreno | Árbitro(s): Yamil Reynoso                       | Árbitro(s): Yamil Reynoso |

|                                       |
| Club Deportivo Coronel Daza 1° título |
| Campeón Torneo Provincial 2020-21     |

## Estadísticas

### Clasificación general
Las tablas de rendimiento no reflejan la clasificación final de los equipos, sino que muestran el rendimiento de los mismos atendiendo a la ronda final alcanzada.
Si en la segunda fase algún partido se define mediante tiros de penal, el resultado final del juego se considera empate.
El rendimiento corresponde a la proporción de puntos obtenidos sobre el total de puntos disputados.
| Pos. | Equipos                      | Gr. | Pts. | PJ | PG | PE | PP | GF | GC | Dif | Rend. |
| ---- | ---------------------------- | --- | ---- | -- | -- | -- | -- | -- | -- | --- | ----- |
| 1    | Coronel Daza                 | 2   | 22   | 9  | 7  | 1  | 1  | 15 | 6  | 9   | 81.5% |
| 2    | San Martín (Recreo)          | 1   | 17   | 9  | 5  | 2  | 2  | 19 | 11 | 8   | 63%   |
| 3    | Deportivo La Paz (Tinogasta) | 4   | 17   | 8  | 5  | 2  | 1  | 12 | 7  | 5   | 70.8% |
| 4    | Mojarras Norte               | 3   | 12   | 8  | 3  | 3  | 2  | 9  | 7  | 2   | 50%   |
| 5    | 14 de Agosto (Tinogasta)     | 4   | 10   | 6  | 3  | 1  | 2  | 6  | 4  | 2   | 55.6% |
| 6    | San Antonio (Belén)          | 3   | 9    | 6  | 2  | 3  | 1  | 5  | 4  | 1   | 50%   |
| 7    | Jorge Newbery (Pomán)        | 2   | 8    | 6  | 2  | 2  | 2  | 9  | 7  | 2   | 44.4% |
| 8    | Matadero (Recreo)            | 1   | 7    | 6  | 2  | 1  | 3  | 9  | 15 | -6  | 38.9% |
| 9    | Deportivo Monte Redondo      | 1   | 5    | 4  | 1  | 2  | 1  | 9  | 8  | 1   | 41.7% |
| 10   | Mamerto Esquiú (Saujil)      | 2   | 4    | 4  | 1  | 1  | 2  | 4  | 5  | -1  | 33.3% |
| 11   | Chacarita (Saujil)           | 4   | 3    | 4  | 1  | 0  | 3  | 3  | 6  | -3  | 25%   |
| 12   | San Luis (Belén)             | 3   | 3    | 4  | 1  | 0  | 3  | 3  | 7  | -4  | 25%   |
| 13   | Boulevard Norte              | 3   | 2    | 4  | 0  | 2  | 2  | 2  | 4  | -2  | 16.7% |
| 14   | El Auténtico (Capital)       | 2   | 2    | 4  | 0  | 2  | 2  | 1  | 7  | -6  | 16.7% |
| 15   | Deportivo Alijilán           | 1   | 1    | 4  | 0  | 1  | 3  | 7  | 10 | -3  | 8.3%  |
| 16   | Andino (Fiambalá)            | 4   | 1    | 4  | 0  | 1  | 3  | 4  | 9  | -5  | 8.3%  |